# Лалитпур (област)
Област Лалитпур е част от анчол Багмати във Непал, с площ от 385 км2 и население 337 785 души (2001). Административен център е град Патан.